# 선풍기 사망설

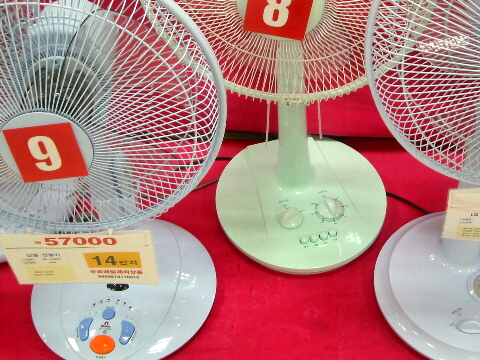
타이머가 달려있는 선풍기도 있다,

선풍기 사망설(扇風機 死亡說)이란, 밀폐된 방에서 얼굴을 향해 선풍기를 켜놓은 채로 잠을 자면 사망할 수 있다는 미신이다.
밀폐된 실내에서의 선풍기 사용에 따른 사망 사고의 가능성을 인정하는 사람들의 주장에 따르면, 건강한 사람들은 추위를 느끼면 잠에서 깨기 때문에 사망하지는 않지만, 면역력이 약한 노약자나 음주자, 당뇨와 고혈압, 뇌경색 등을 앓는 심뇌혈관질환자, 암환자에게 사망사고가 발생한다고 주장하고 있다. 이와는 반대로 일부 전문가들은 선풍기가 사망에 직접적인 원인이 될 수 없다는 견해를 보여왔다.
하지만, 다른 연구결과에 의하면, 실내에서는 총휘발성유기화합물, 미세먼지, 폼알데하이드, 곰팡이, 집먼지진드기, 바닥먼지 내 유해물질(아토피 피부염, 천식 등 환경성 질환 유발물질)이 있으며, 밀폐된 공간에서 선풍기를 가동시키면 바닥먼지 및 유해물질이 부유하여 호흡기질환을 일으킬 가능성이 있는 것으로 알려지고 있다.

## 사망 사고에 대한 가설과 반박
밀폐된 실내에서의 선풍기 사용으로 인해 사망에 이를 수 있는지에 대해서, 다음의 가설이 존재한다.

### 가설
1. 밀폐된 실내에서의 선풍기 사용에 따른 호흡장애 및 고온 질식사
  - 선풍기를 머리 근처에 두고, 안면에 선풍기 바람을 쏘이면, 수면중에 호흡의 장애를 유발할 가능성이 있다.
  - 여름철 선풍기를 틀면 실내 온도는 내려가지 않아도 온도가 내려가는 것으로 착각한다. 하지만 고온의 공기하에서는 호흡곤란을 일으키거나, 헤모글로빈의 O2 해리도가 높아져서, 심하면 질식사를 유발할 수도 있다. 비슷한 경우를 예를 들면, 고온 건조한 찜질방에서의 수면중 호흡곤란을 야기하여 사망하는 경우와 비교할 수 있다.
2. 밀폐된 실내에서의 선풍기 사용에 따른 저체온증
  - 땀이 많은 다한증 체질이거나, 취침중에 땀이나는 경우에는 ,선풍기 바람을 계속 쐬다보면 체온이 점점 내려가고 잠이 든채 체내 온도가 내려가 몸이 경직되고 신경이 마비되면서 결국 저체온증을 유발한다.
  - 술에 취하거나 밤(수면중)에는 물질대사가 더디고, 따라서 체온 변화가 더 심해질 수 있고, 저체온증의 가능성이 높아진다.
3. 밀폐된 실내에서의 선풍기 사용에 따른 미세먼지에 의한 사망
  - 나노입자크기의 미세먼지는 호흡시, 혈관내로 직접 침투가 가능하여, 호흡기 질환을 유발할 수 있고, 따라서 사망에 이르게 하는 원인이 될 수 있다
  - 실내 미세먼지는 자연스럽게 바닥으로 가라 앉아서, 사람의 호흡기로 신선한 공기가 유입되어야 하는데, 밀실에서 선풍기는 자연스러운 공기의 순환을 방해하여, 가라앉은 미세먼지들을 부유시켜서, 더러운 먼지가 호흡기로 들어가도록 한다. 그러한 더러운 먼지는 사람의 호흡기가 공기정화기가 되어서 방의 먼지를 다 마실 때까지, 방의 더러운 먼지들을 다 일으키는 역할을 선풍기가 하게 된다.
  - 선풍기의 바람을 얼굴 정면으로 맞았을 때 호흡이 평소보다 힘들다는 점에서 착안. 몸을 가누기 힘든 상태(예시. 만취 상태 등)에서 수면무호흡증 등과 같은 상황과 복합되어 사망할 수 있는 경우

### 반박
1. 밀폐된 실내에서의 선풍기 사용에 따른 호흡장애 및 고온 질식사
  - 선풍기에 의해 죽었다는 사람들이 선풍기의 위치와는 큰 영향이 없다.
  - 선풍기를 머리 맡에 두고 안면에 바람을 쏘여서 호흡에 장애를 가져오는 경우는 드물다.
  - 방을 완벽한 밀폐 공간으로 만들지 않더라도, 실내의 선풍기가 작동하면 외부공기의 자연순환은 어려워진다.
  - 선풍기가 산소와 이산화탄소 농도에 영향을 주지 않는다.
  - 완벽히 밀폐된 방이라 할지라도 사람의 호흡으로 인해 발생한 이산화탄소 양이 많아져 저산소증으로 죽음에 이르려면 상당히 오랜 시간이 걸린다.
2. 밀폐된 실내에서의 선풍기 사용에 따른 저체온증
  - 수면 중에 온도가 낮아지는 것을 감지하면 동면상태가 되어 더 깊은 잠에 빠져서, 체온이 낮아지는 것을 감지하지 못하는 경우도 있으나 극히 드문 현상이다.
  - 만약 잠에서 깨지 못하더라도 저체온증에 의해 사망하려면 체내 온도가 섭씨 25도 이하로 지속되어야 하는데 선풍기 바람이 공기의 온도를 떨어뜨리지 못하지만 신체의 온도도 땀과 다한증 등에 의한 체외 수분의 증발하여 체온이 떨어지는 경우는 극히 드문 현상이다.
  - 신경계가 정상적으로 작동하지 않는다고 하면, 땀을 흘리지 않는 특이 체질은 애초에 체온이 떨어지지도 않으니 극히 드문 경우이다.
3. 밀폐된 실내에서의 선풍기 사용에 따른 미세먼지에 의한 영향
  - 밀폐된 방에서의 선풍기는 실내의 가라앉은 먼지들을 부유시켜서, 더러운 공기를 순환시킨다.
  - 밀폐된 방에서의 미세먼지가 호흡기질환을 유발하지만, 이로 인하여 발병하는 암은 서서히 사람의 생명을 뺏어갈수 있지만, 급작스런 죽음을 가져오는 경우는 드물다.

## 전문가의 견해
생물학 연구정보센터(BRIC)의 논쟁이 붙기도 했다.
현재 밀폐된 실내에서의 선풍기 사용에 따른 사망 사고에 대한 전문가들의 견해는 부정적인 입장이나 일부 전문가는 가능성이 있다고 본다.

### 긍정적
많은 전문가들은 밀폐된 실내에서의 선풍기 사용이 사망 요인이 될 수 있다고 말한다
성균관대학교 의과대학 응급의학과 송형곤 교수는 선풍기 사망 사고에 대해 "문을 닫은 채 선풍기를 얼굴 쪽으로 향하게 하면 얼굴 쪽은 진공상태와 비슷하게 된다. 특히 술을 마시고 오랜 시간 얼굴 쪽을 향해 선풍기 바람을 쏘이면 서서히 산소가 희박해져 의식이 아른해지는 경우가 많다."며 사망설을 긍정했다.
연세대학교 의과대학 세브란스병원 강희철 가정의학과 교수도 "면역력이 떨어진 상태에서 선풍기 바람에 노출되면 저체온증이나 호흡곤란 등이 생길 수 있다."며 선풍기가 사망 원인이 될 수 있다고 주장했다.
한편, 미국 마이애미 대학교 칼크스타인 교수는 다른 견해를 제시했다. 죽는 까닭이 다른 사람들이 제기하는 질식사나 저체온증이 아니라 "심장마비나 뇌졸중, 호흡곤란"이라는 것이다. 칼크슈타인 교수는 "실내온도가 높을 때 밀폐된 곳에서 선풍기를 틀면 방안의 열기가 사람에게 집중돼 오히려 더 체온이 높아진다. 여기에 노출된 피부에 선풍기 바람이 지나가면서 몸의 수분을 빼앗"는다는 근거로 이처럼 주장했다. 그러면서 "논쟁의 여지없이 밀폐된 더운 방에서 선풍기를 사용하는 것은 인체에 유해하다."며 선풍기의 유해성을 분석했다.

### 부정적
밀폐된 실내에서의 선풍기 사용이 사망의 직접적인 원인이 아니라는 견해도 있다.
저체온증 연구의 전문가인 캐나다 매니토바 대학교의 Gord Giesbrecht 교수는 "저체온증으로 죽으려면 체온이 하룻밤 사이에 섭씨 10도가 떨어져 섭씨 28도까지 내려가야 한다." "캐나다에선 밤새 눈더미에 누워있는데도 죽는 사람은 없다"며 "상상하기 힘든 일"이라고 했다.
연세대학교 의과대학 세브란스병원 인요한 의사는 "밀폐된 방에서 선풍기 하나만으로 인하여 사망한다는 과학적 증거는 찾아보기 힘들다."고 말했다.
유지영 한림대학교강동성심병원 응급의학과 교수는 "의학적으로 검증된 바가 없다."고 했으며 정성구 서울대병원 교수도 "현재 상태에서 이게 선풍기에 의한 사고인지, 아닌지는 알 수 없다."며 부정적인 견해를 내놓았다.
모은경 한림대학교강동성심병원 호흡기내과 교수는 “의학적 근거가 없는 얘기”라며 “의학 서적에도 언급된 바 없고, 외국 쪽에서도 그런 연구는 없다”고 말했다.
이윤성 서울대학교 의과대학 법의학교실 교수도 "선풍기 때문에 호흡기 장애나 저체온증이 발생해 사망사고로 이어진다는 것은 전혀 근거가 없다"고 주장했다.
조현재 서울대학교병원 순환기내과 교수는 "선풍기를 켜놓은 채 잠을 자다 심장돌연사가 종종 일어나고 있지만 이는 돌연사 시점에 우연히 선풍기가 켜져 있었을 가능성이 커 보인다. 따라서 선풍기를 켜놓은 것과 돌연사와는 직접적으로 연관관계가 없어 보인다"고 설명했다.
윤덕형 강동성심병원 순환기내과 교수는 "그런 얘기를 들어본 적은 있지만 심장과는 관련 없는 것으로 보인다"고 말했다.
선풍기와는 달리 에어컨인 경우에 대하여, 2010년 9월 30일 보험금 지급에 관련된 대법원 판결에서는 보험가입자가 에어컨을 켜둔 채 잠을 자다 사망했어도 저체온증으로 사망했다는 사실이 입증되지 않으면 보험금 지급대상이 안 된다는 대법원판결이 나왔다.

### 중립
밀폐된 실내에서의 선풍기 사용에 따른 사망 사고의 원인 검증이 필요하다는 전문가들도 있다.
강동성심병원 순환기내과 한규록 교수는 심장 쪽이 아니라 호흡기 문제인 것 같다며 "규명이 필요하다."고 의견을 냈다.
정성구 서울대병원 응급의학과 교수도 "과학적으로 증명되지 않은 문제에 대해 단정하기 어렵다"는 전제 아래 "그러나 일반적 상황에서 선풍기나 에어컨 바람만으로 체온이 섭씨 32도 이하까지 내려가기는 불가능하다고 본다"고 말했다.
KBS 스펀지에 출연한 박기홍 교수는 실내에 환기가 부족할 경우, 초미세먼지가 위험한 이유에 대하여 "2.5마이크로미터 이하의 먼지는 크기가 매우 작고 표면적이 넓어 코나 기관지에서 걸러지지 않고 폐로 바로 침투하여 각종 호흡기 질환 및 암 등을 유발한다고 알려져 있습니다"라고 하였다.
서울시립대학교 도시과학연구원의 실내공기오염에 대한 보고서에서는 실내가 실외에 비해 오염농도가 높으며, 밀폐화에 따른 환기부족을 실내공기 질 저하의 주요원인으로 지적하였다.

## 같이 보기
- 대한민국의 문화
- 일반적인 오해 목록